# Valentin Mankin
Valentin Mankin (Oblast Zjytomyr, 19 augustus 1938 - Viareggio, 1 juni 2014) was een Oekraïens-Sovjet zeiler.
Mankin won tijdens de wereldkampioenschappen van 1967 in de finn de zilveren medaille achter de West-Duitser Wilhelm Kuhweide. Een jaar later tijdens de Olympische Zomerspelen 1968 de gouden medaille in de finn. Tijdens de Olympische Zomerspelen 1972 won Mankin samen met Vitali Dirdira de gouden medaille in de nieuwe tempest klasse. In 1973 werd Mankin wereldkampioen in de tempest. Tijdens Mankins derde olympische deelname moest Mankin wederom in de tempest genoegen nemen met de zilveren medaille achter de Zweden. In 1980 tijdens de spelen in eigen land veroverde Mankin samen met Aleksandr Moezyenko de gouden medaille in de star.

## Resultaten

### Wereldkampioenschappen
| Jaar | Plaats      | Resultaten |
| ---- | ----------- | ---------- |
| 1967 | Hanko       | finn       |
| 1973 | Napels      | Tempest    |
| 1979 | Marstrand   | 8ste star  |
| 1980 | Rio Janeiro | 8ste star  |

### Olympische Zomerspelen
| Jaar | Plaats      | Resultaten |
| ---- | ----------- | ---------- |
| 1968 | Mexico-stad | Finn       |
| 1972 | München     | tempest    |
| 1976 | Montreal    | Tempest    |
| 1980 | Moskou      | star       |

1952: Paul Elvstrøm ·
1956: Paul Elvstrøm ·
1960: Paul Elvstrøm ·
1964: Wilhelm Kuhweide ·
1968: Valentin Mankin ·
1972: Serge Maury ·
1976: Jochen Schümann ·
1980: Esko Rechardt ·
1984: Russell Coutts ·
1988: José Doreste ·
1992: José van der Ploeg ·
1996: Mateusz Kusznierewicz ·
2000: Iain Percy ·
2004: Ben Ainslie ·
2008: Ben Ainslie ·
2012: Ben Ainslie ·
2016: Giles Scott ·
2020: Giles Scott
1972: Vitali Dirdira / Valentin Mankin ·
1976: John Albrechtson / Ingvar Hansson
1932: Andrew Libano / Gilbert Gray ·
1936: Peter Bischoff / Hans-Joachim Weise ·
1948: Hilary Smart / Paul Smart ·
1952: Agostino Straulino / Nicolò Rode ·
1956: Herbert Williams / Lawrence Low ·
1960: Timir Pinegin / Fjodor Sjoetkov ·
1964: Durward Knowles / Cecil Cooke ·
1968: Lowell North / Peter Barrett ·
1972: David Forbes / John Anderson ·
1980: Valentin Mankin / Aleksandr Moezyenko ·
1984: William Earl Buchan / Steven Erickson ·
1988: Mike McIntyre / Bryn Vaile ·
1992: Mark Reynolds / Hal Haenel ·
1996: Torben Grael / Marcelo Ferreira ·
2000: Mark Reynolds / Magnus Liljedahl ·
2004: Marcelo Ferreira / Torben Grael ·
2008: Iain Percy / Andrew Simpson ·
2012: Fredrik Lööf / Max Salminen
- Gemeinsame Normdatei: 118577093
- Virtual International Authority File: 54940484
- WorldCat: E39PBJtxjj8RBRt9xKbgT8YVmd